# Tereos
Tereos — французская группа сельскохозяйственных кооперативов, специализирующаяся на производстве сахара, крахмала и кормов для скота. Штаб-квартира расположена в коммуне Мусси-ле-Вьё (департамент Сена и Марна, регион Иль-де-Франс).

## История

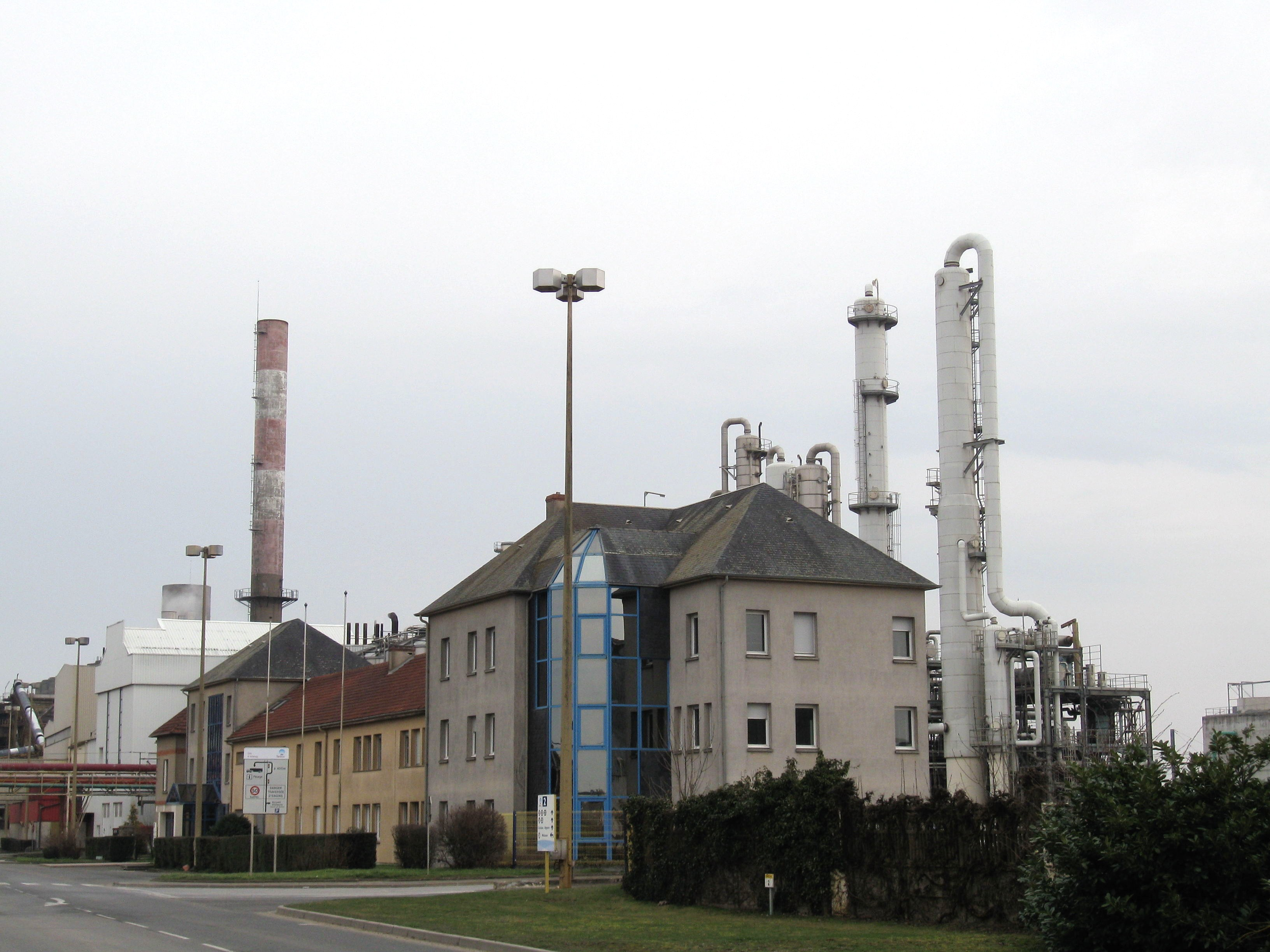
Сахарный завод в Артене (Франция)

В 1932 году в Ориньи-Сент-Бенуат на севере Франции был открыт спиртзавод, ставший первым крупным предприятием местного кооператива фермеров; через 20 лет он был переоборудован в сахарный завод. В 1990-х годах начался процесс слияния кооперативов, в результате сформировалась группа кооперативов SDA (Sucreries et Distilleries de l’Aisne, «Сахарные и спиртовые заводы Эна»). Также в этот период началось приобретение предприятий в других странах, в частности, в 1992 году было куплено 80 % акций компании TTD, крупнейшего производителя сахара в Чехии, а в 2000 году было создано совместное предприятие в Бразилии.
В 2002 году группа кооперативов SDA купила компанию Béghin-Say, после чего сменила название на Tereos. Также в 2002 году была куплена бразильская компания Guarani с двумя заводами по переработке сахарного тростника. В 2006 году была поглощена группа кооперативов SDHF (Sucreries et Distilleries des Hauts de France, «Сахарные и спиртовые заводы О-де-Франс»). В том же году были закрыты 3 сахарных завода во Франции, но, несмотря на это, Tereos осталась лидером сахарного рынка страны с долей более 40 %. В ноябре 2008 года было создано совместное предприятие с испанским кооперативом производителей сахарной свеклы ACOR, которое занялось переработкой импортного сахарного тростника.
В 2010 году для управления зарубежными предприятиями была создана дочерняя компания Tereos Internacional; к этому времени деятельность вне Франции приносила более 70 % выручки. Также в 2010 году была куплена компания Quartier Français Group, производитель сахарного тростника на Реюньоне; эта компания также вела деятельность в Восточной Африке (Мозамбик, Танзания, Кения). В 2011 году была приобретена бразильская компания Halotek, осуществлявшая переработку кассавы. В феврале 2012 года был куплен чешский производитель спирта Moravský lihovar Kojetín. В октябре 2012 года был куплен румынский сахарный завод Ludus (продан в 2023 году). В 2013 году был открыт завод в Бразилии по производству кукурузного крахмала; также было куплено 50 % акций индонезийского производителя крахмала Redwood Industries. В 2016 году в состав группы вошёл кооператив производителей люцерны APM Déshy.

## Собственники и руководство
По состоянию на 2024 год пайщиками кооператива Tereos были 10 700 французских фермеров.

## Деятельность

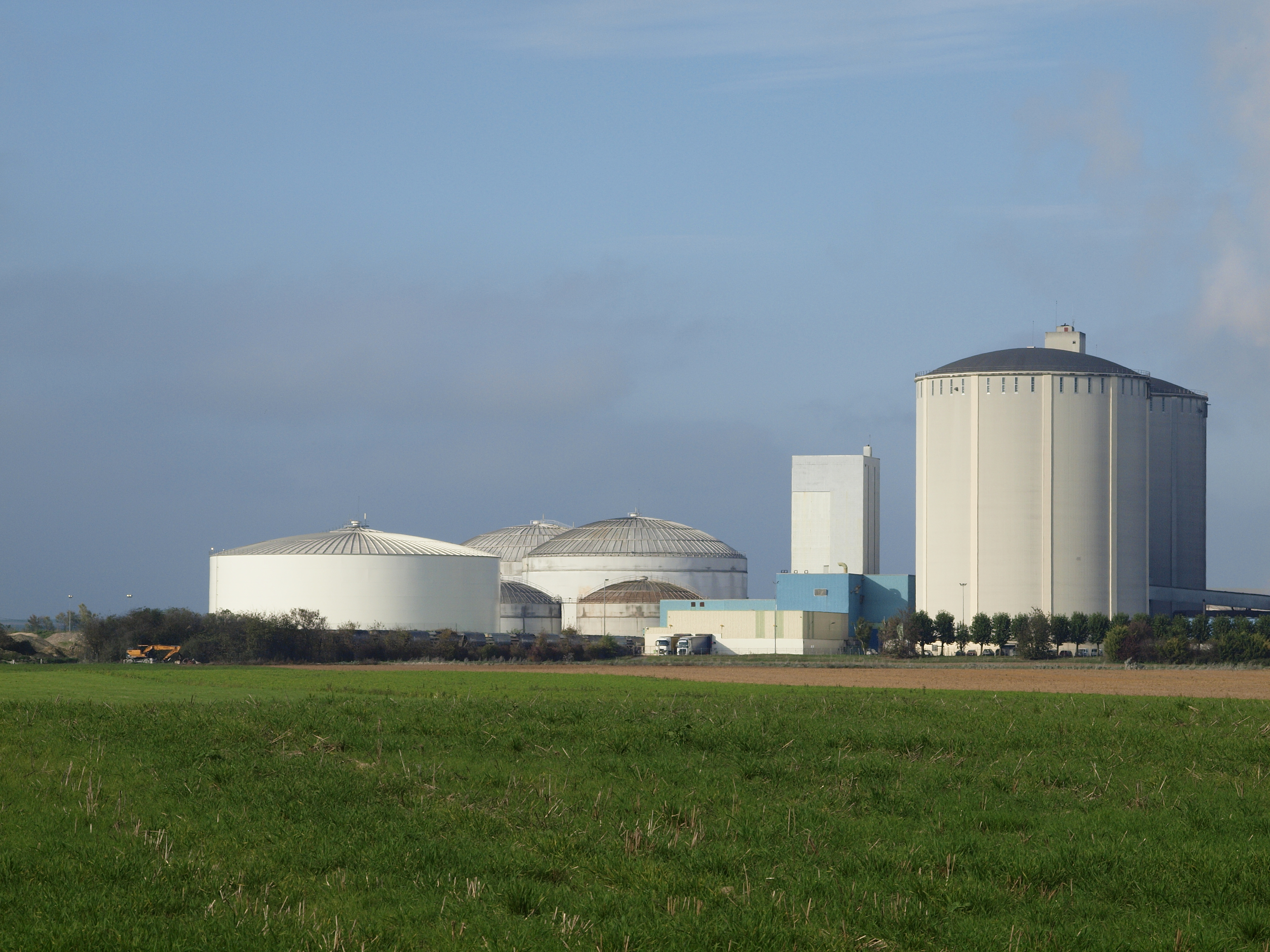
Сахарный завод в Коннантре (Франция)

Группа Tereos осуществляет переработку сахарной свёклы, пшеницы, люцерны, сахарного тростника, картофеля и кукурузы на 41 предприятии в 15 странах. Кроме Франции работает в Испании, Италии, Великобритании, Бельгии, Германии, Чехии, США, Бразилии, Вьетнаме, Индии, Индонезии, Кении, Танзании и Маврикии. Tereos входит в тройку крупнейших производителей сахара в мире.
Выручка группы за 2023/24 финансовый год составила 7,14 млрд евро, из них на сахар пришлось 45 %, этанол — 17 %, подсластители — 15 %, протеины — 6 %, крахмал — 5 %, комбикорма — 4 %, другую продукцию и электроэнергию — 8 %.